# نیتنکی
نیتنکی (به ژاپنی: 二天記 にてんき); بیوگرافی میاموتو موساشی است که در سال ۱۷۷۶ توسط کیهیده تویودا، ملازمه اصلی خاندان هوسوکاوا در قلمرو کوماموتو و مربی هنرهای رزمی نیتن-ریو از خاندان ماتسویی نوشته شده است.
به گفته نیتنکی، دوئل بین میاموتو موساشی و ساساکی کوجیرو در ۱۳ آوریل (۱۳ مه طبق تقویم میلادی) در جزیره گانریو (فوناجیما) برگزار شد که از کوه تاموکه قابل مشاهده است.